# Buteo lagopus

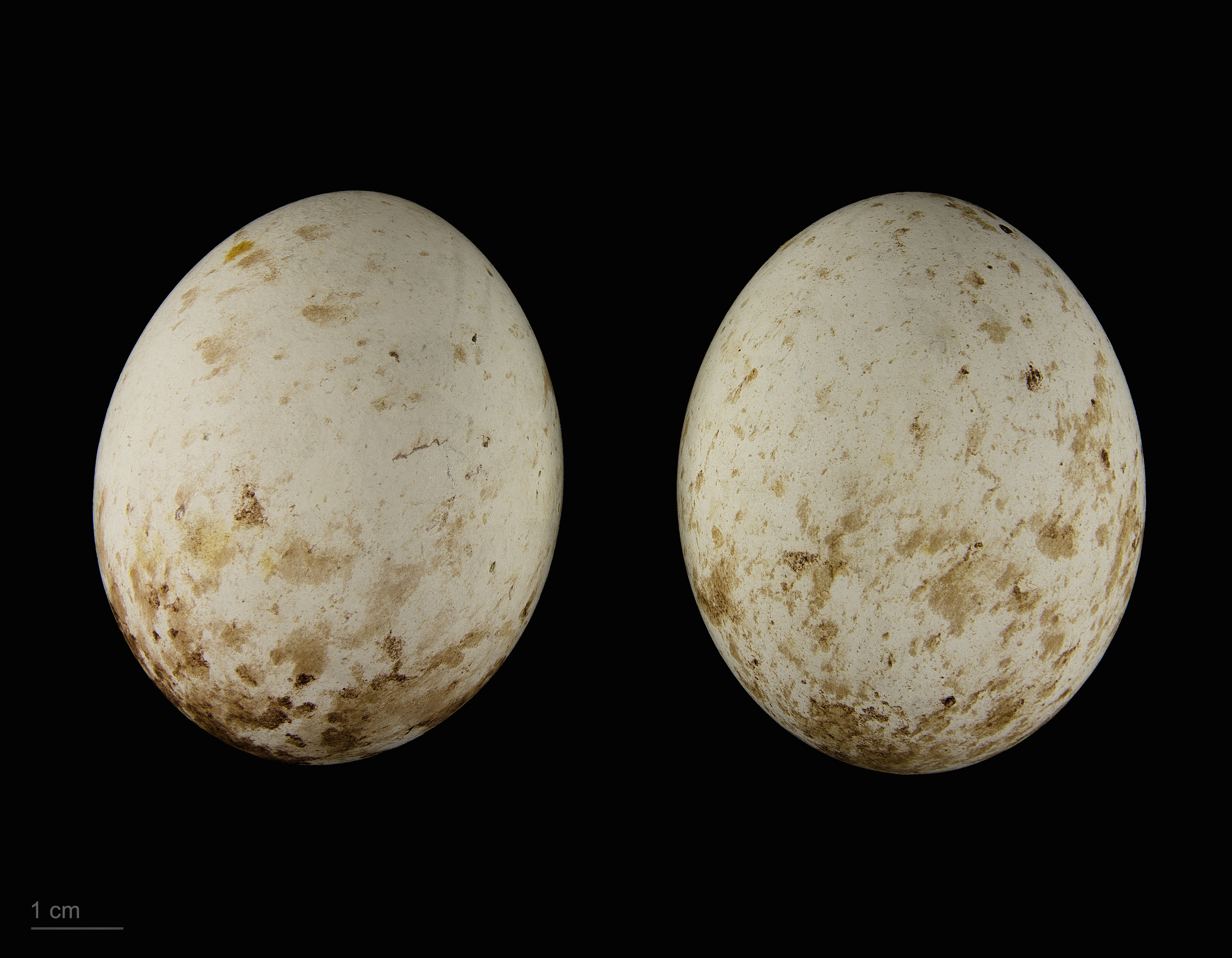
Buteo lagopus - MHNT

El ratonero calzado (Buteo lagopus), también conocido como busardo calzado y aguililla ártica, es una especie de ave accipitriforme de la familia Accipitridae. Se trata de un ave de presa de aspecto similar al ratonero común aunque ligeramente mayor, tanto en tamaño como en volumen. Habita espacios abiertos y su dieta está compuesta básicamente de pequeños mamíferos.

## Descripción
Presenta la fisionomía típica de rapaz. De mayor tamaño las hembras que los machos, esta especie mide entre 50 y 60 cm de longitud, y al extender sus alas presenta una envergadura que oscila entre los 120 y 150 cm. En cuanto al peso, varía bastante según su sexo, puesto que mientras que los machos pueden alcanzar de 600 a 1120 g, las hembras llegan a pesar entre 915 y 1660 g.
Los ojos son de color marrón castaño, el pico negro hacia la punta aunque amarillo pálido en su inicio, las patas también de color amarillo pálido y las garras negras.

## Distribución
Propio del Hemisferio Norte, el ratonero calzado se distribuye y nidifica en latitudes altas de Asia, América del Norte y Europa, donde tan sólo cría en la Península Escandinava, Finlandia y el norte de Rusia, puesto que a partir de ahí se extiende hacia Asia ocupando Siberia.
Se trata de un ave migradora, por lo que durante el invierno baja del norte hacia el centro, a latitudes algo más templadas, localizándose por ejemplo en Europa a lo largo de esta estación en la Península Balcánica, en los Alpes, así como en el entorno del Mar del Norte, y por tanto en países o lugares como Dinamarca, islas británicas, Alemania, Holanda e incluso Bélgica y noreste de Francia (donde constituye una especie rara). Más extraña es su presencia en el noreste de España (Cataluña), donde también se localiza y con una presencia certificada mediante observaciones homologadas y por tanto contrastadas.

## Subespecies
Se conocen cuatro subespecies de Buteo lagopus:
- Buteo lagopus lagopus - Tundra  y praderas del norte de Eurasia; invernante en Eurasia central.
- Buteo lagopus menzbieri - noreste de Asia; invernante en Asia central, norte de China y Japón.
- Buteo lagopus kamtschatkensis - Península de Kamchatka; invernante en el este y centro de Asia.
- Buteo lagopus sanctijohannis - Alaska y norte de Canadá; invernante hasta el sur de Estados Unidos.